# اچ‌ام‌اس میندن (۱۸۱۰)
اچ‌ام‌اس میندن (۱۸۱۰) (به انگلیسی: HMS Minden (1810)) یک کشتی بود که طول آن ۱۶۹ فوت ۶ اینچ (۵۱٫۶۶ متر) بود. این کشتی در سال ۱۸۱۰ ساخته شد.